# Alma mater

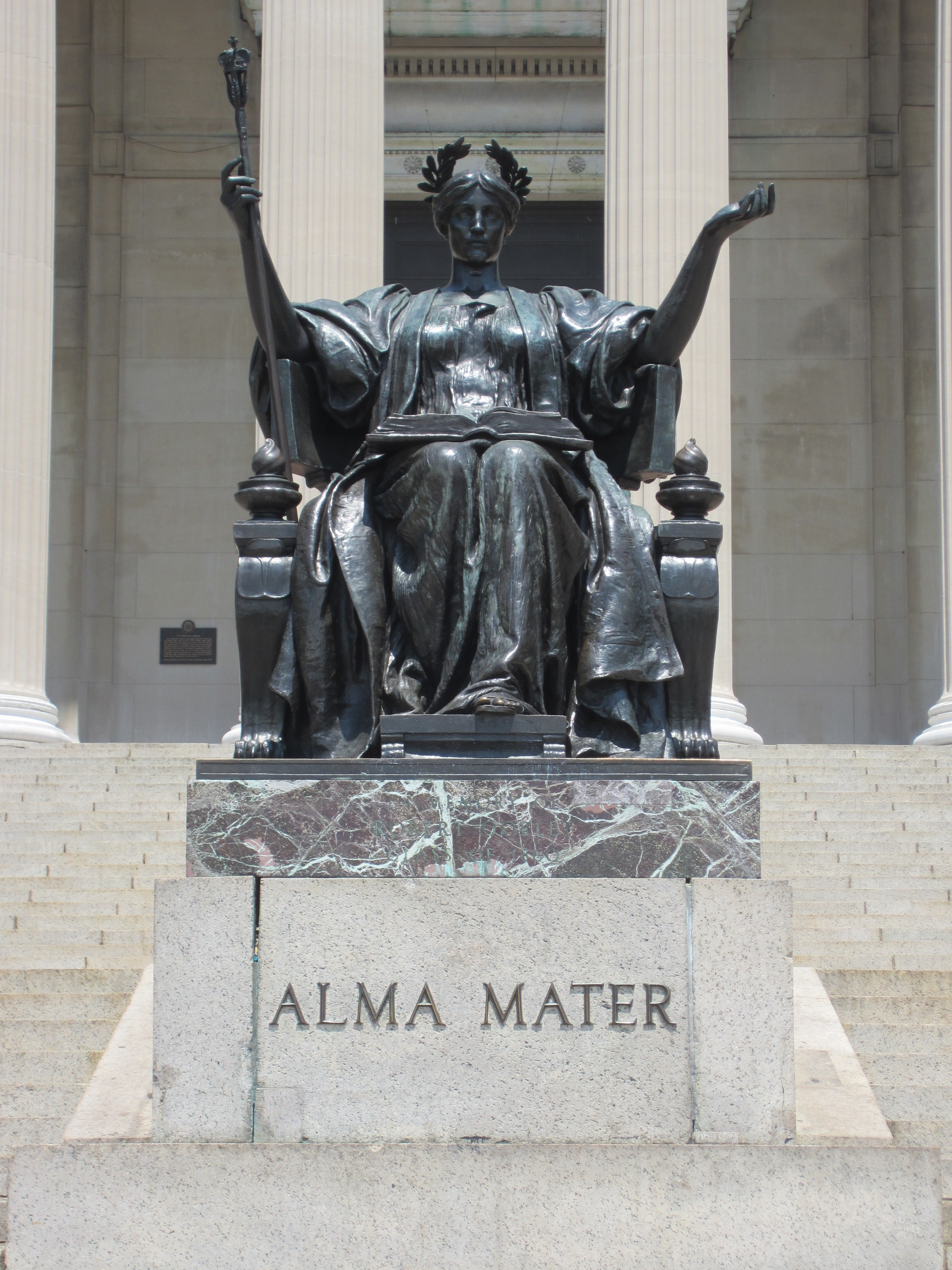
Alma Mater, statuie de Daniel Chester French (1903), Universitatea Columbia

Alma mater este o expresie de origine latină (română mama hrănitoare). În Roma Antică termenul se referea la o zeiță, ulterior la patrie. În Evul Mediu creștinii o foloseau ca referință la Fecioara Maria.
Așa au fost denumite Cibela, zeița naturii, și Ceres, zeița vegetației. Poeții latini au întrebuințat apoi această expresie spre a desemna patria, iar mai târziu ea a devenit o caracteristică pentru universități, în sensul că ele sunt ca o mamă care dă hrană spirituală.
Cu aceeași semnificație se folosește uneori, în loc de „alma mater”, expresia „alma parens”.
Înțelesul expresiei din epoca modernă este „universitatea urmată”, prin extensie universitate în general, și provine din deviza Universității din Bologna, Italia una dintre cele mai vechi universități din lumea occidentală, fondată în 1088: „Alma Mater Studiorum”.